# Taufbecken Notre-Dame (Lampaul-Guimiliau)
Das Taufbecken in der Kirche Notre-Dame der französischen Gemeinde Lampaul-Guimiliau wurde 1650/51 geschaffen. Das barocke Taufbecken ist seit 1906 als Monument historique in die Liste der geschützten Objekte (Base Palissy) in Frankreich aufgenommen.

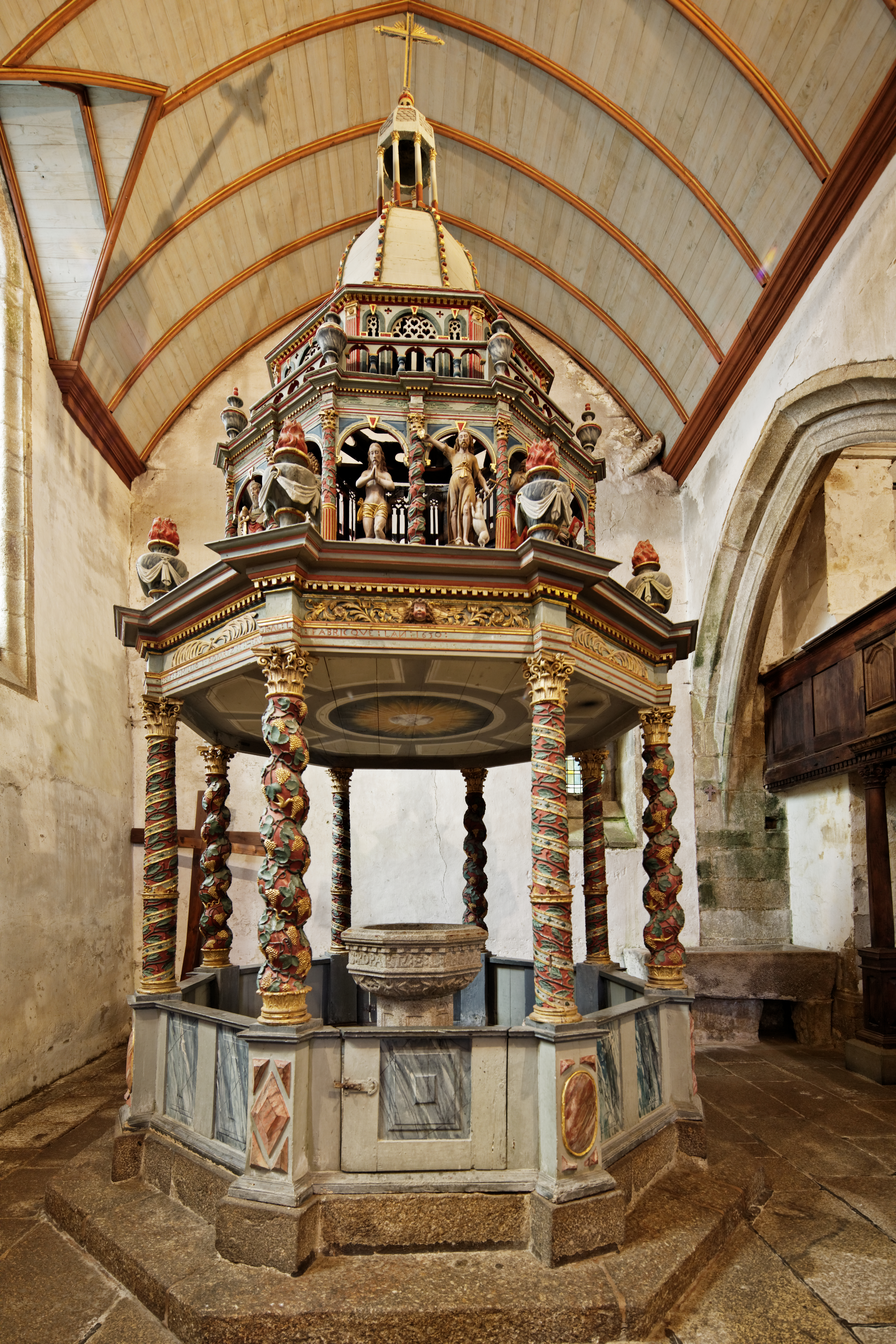
Taufbecken mit Baldachin in Lampaul-Guimiliau

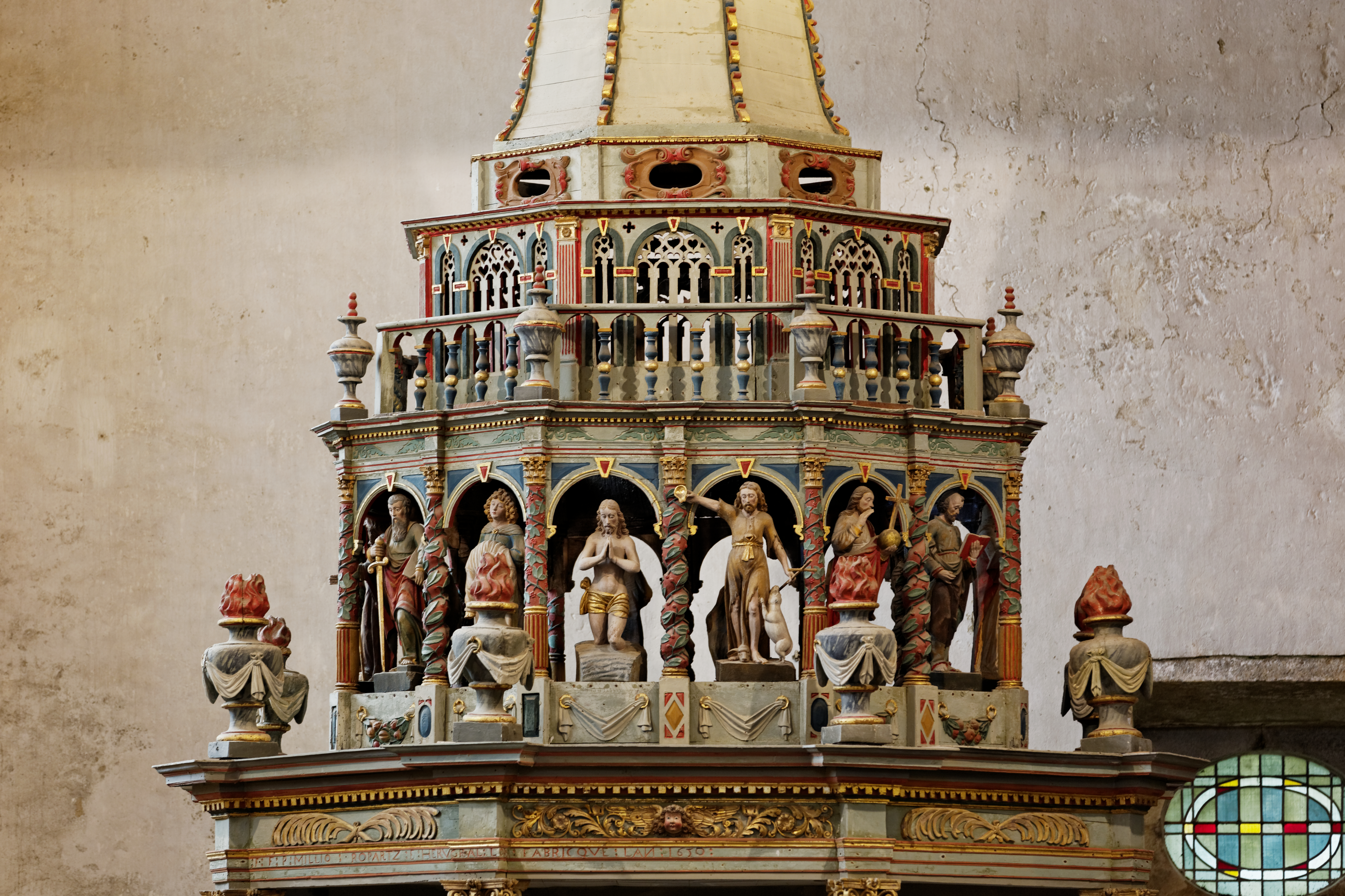
Baldachin

## Beschreibung
Das eigentliche Taufbecken aus Granit in der Mitte wird von einem Oktogon, bestehend aus einer Abtrennung, auf der acht gewundene Säulen stehen, umgeben. Auf diesen Säulen erhebt sich ein dreistöckiger Baldachin in oktogonaler Form. Der gesamte Aufbau ist sechs Meter hoch. Auf der unteren Zone des Baldachins sind die zwölf Apostel als Holzskulpturen zu sehen.
Auf dem Taufstein befindet sich folgende Inschrift: F F LAVAENS ROPARTZ E L ABGRALL LORS FABRIQVES LAN 1651.
Und auf dem Baldachin: F F P MILLIO ROPARTZ E HERVE ABGRALL LORS FABAIQUE LAN 1650.

## Apostelfiguren

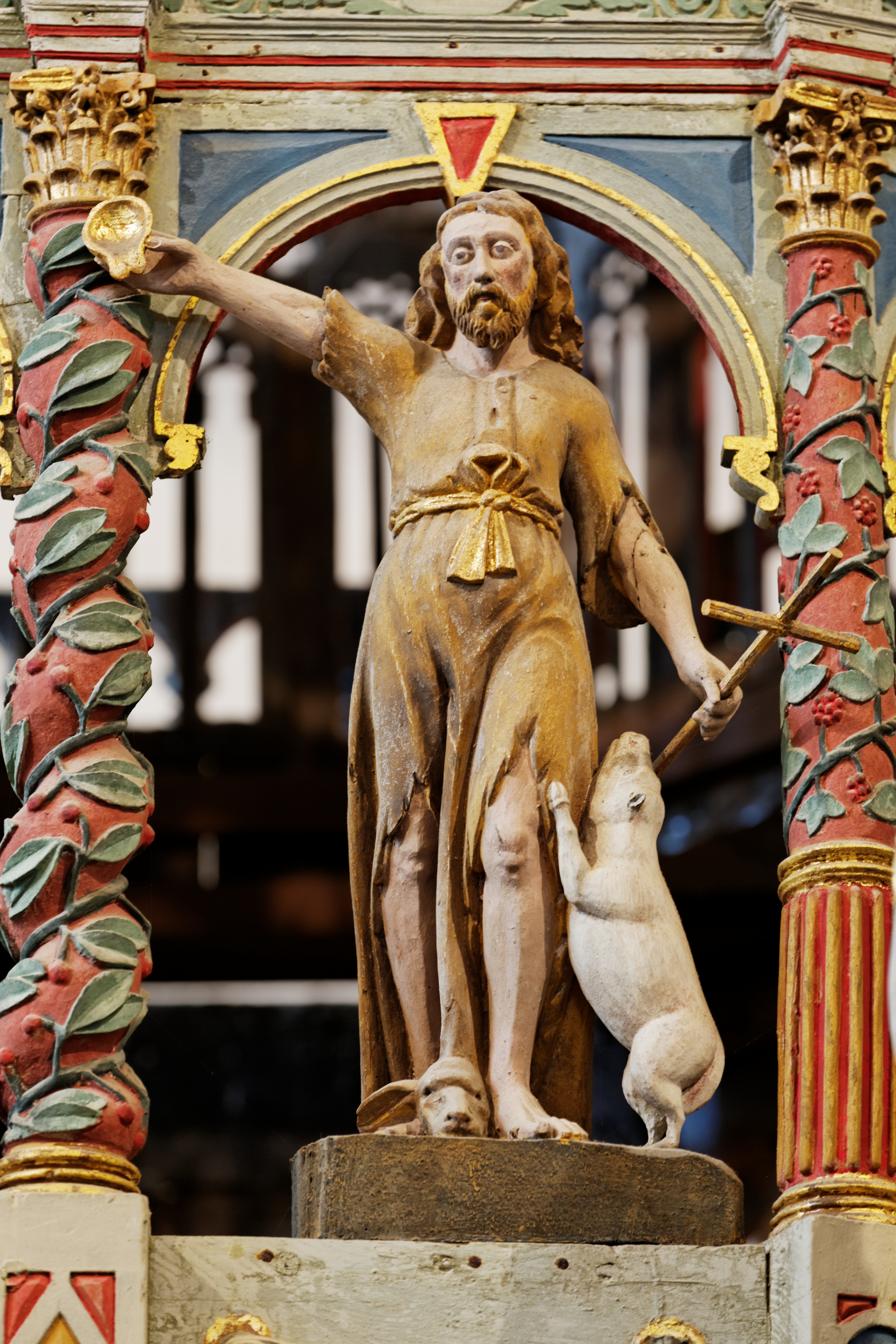
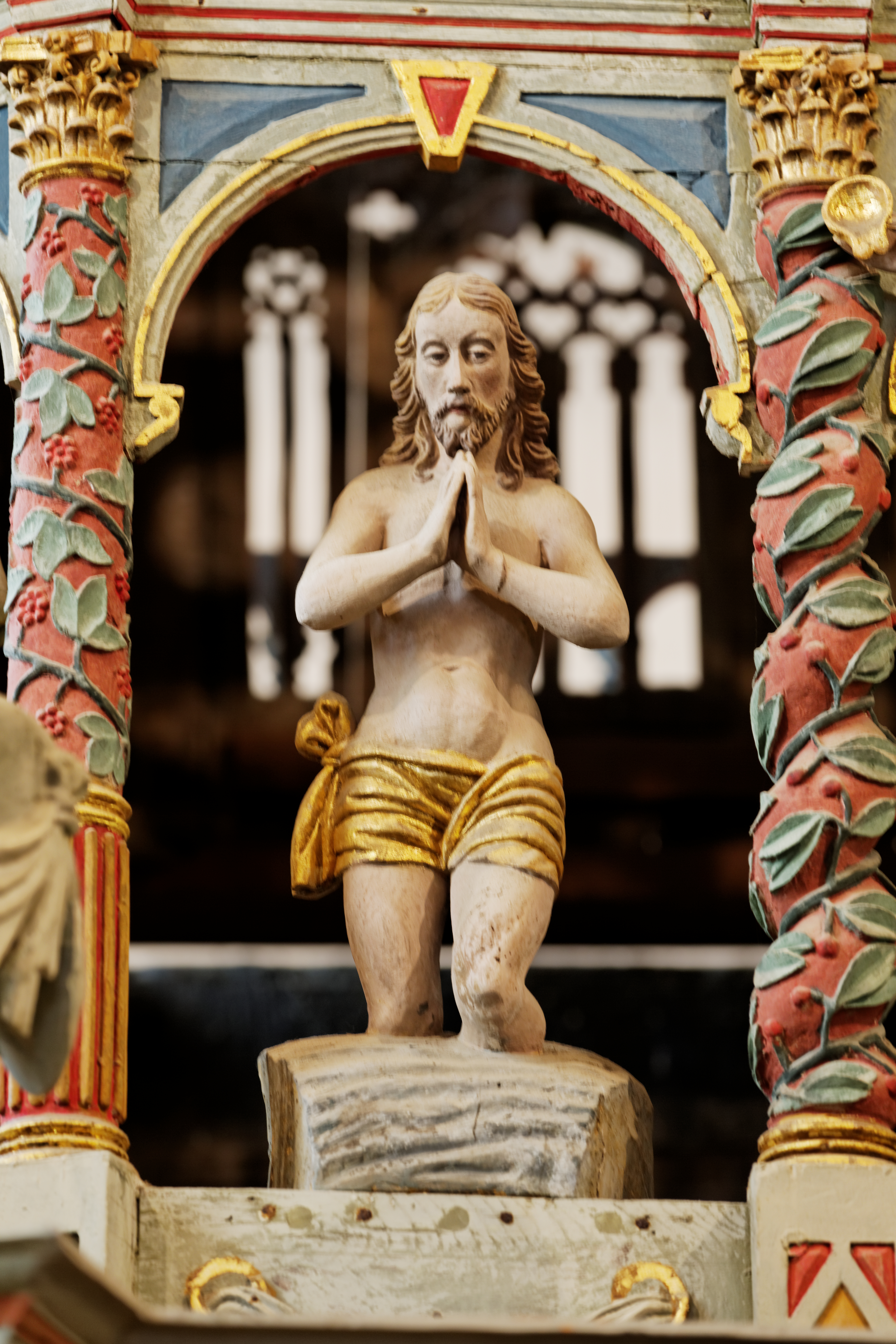
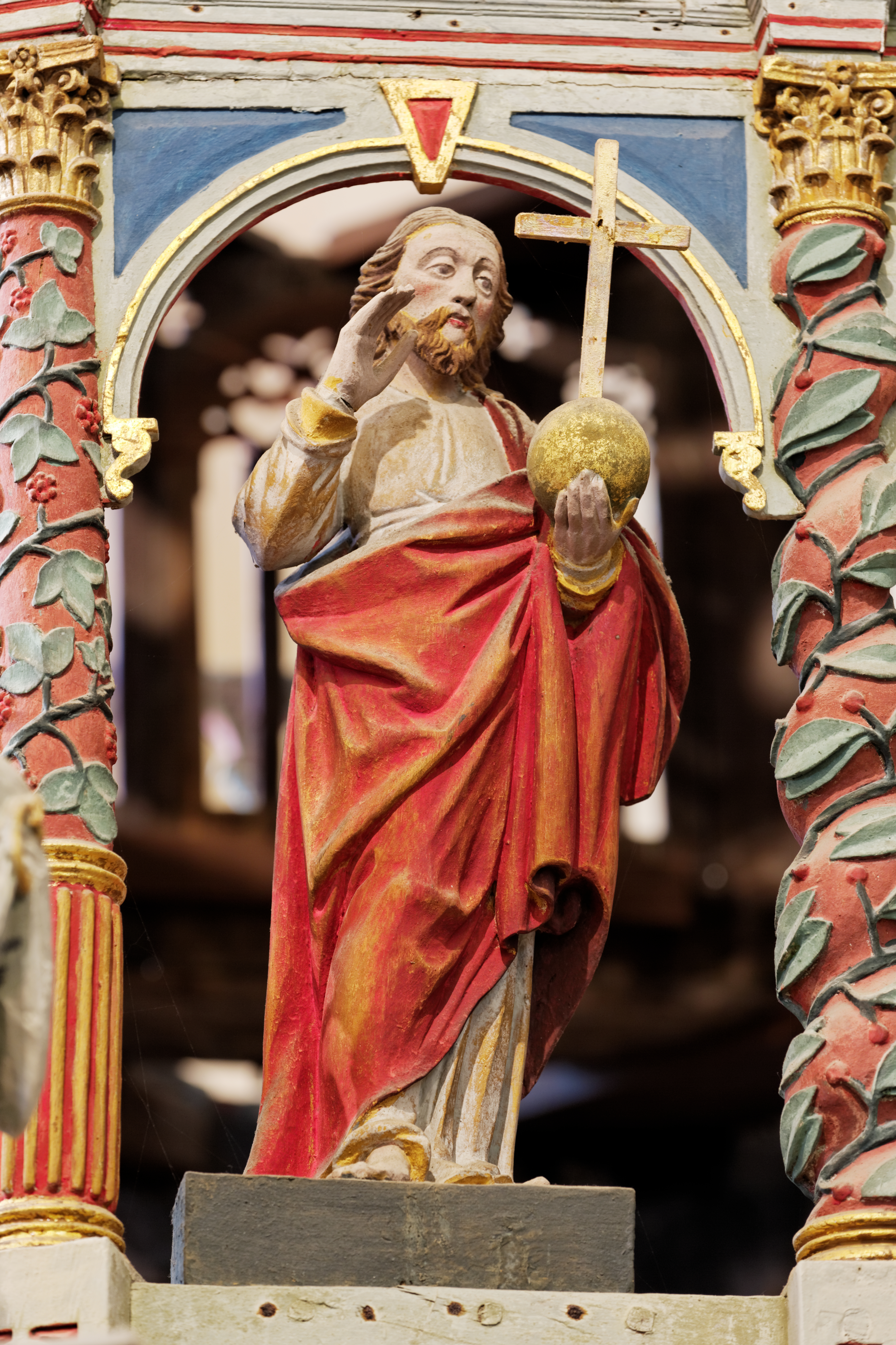
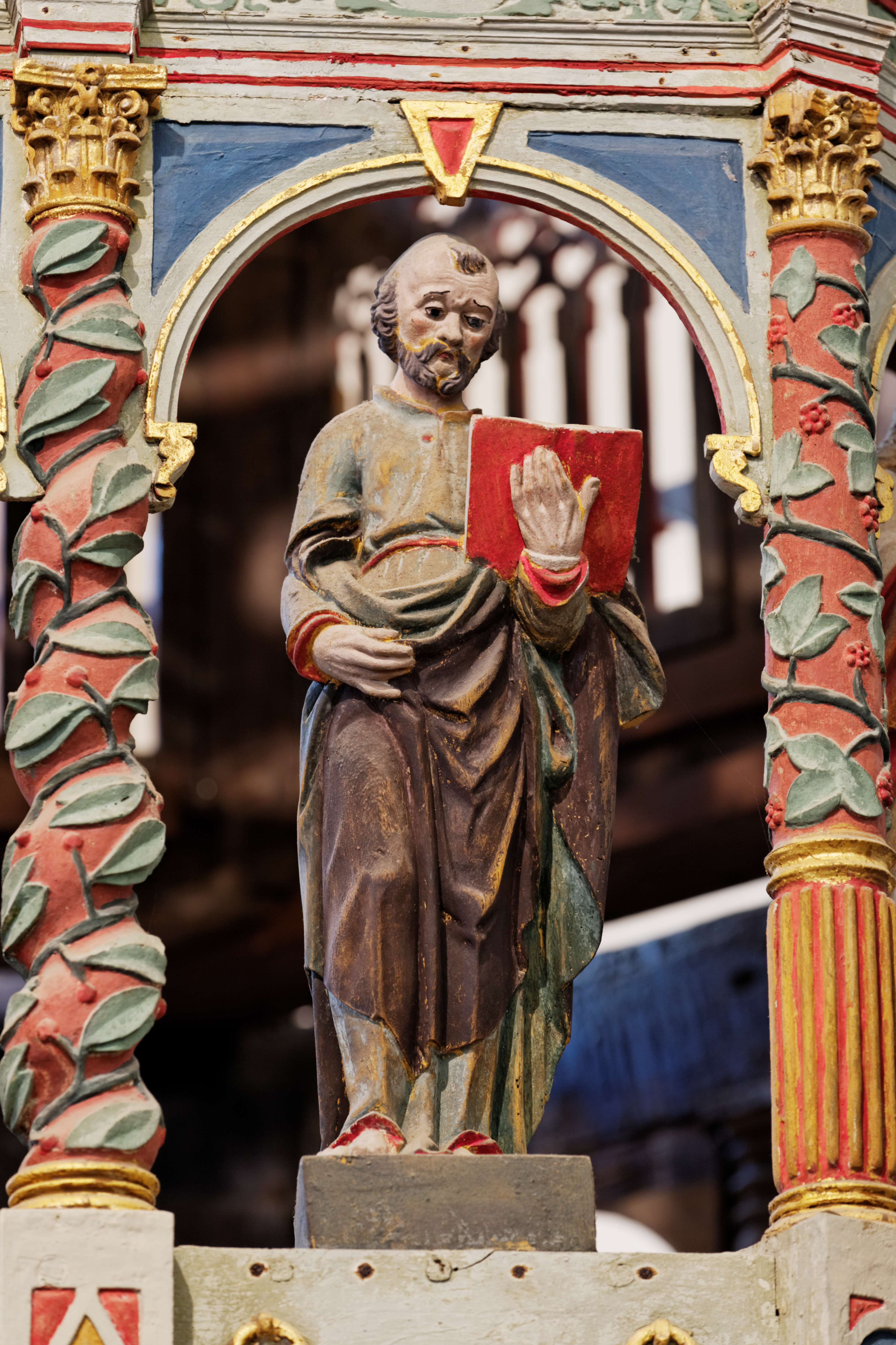